# 会津鉄道
会津鉄道株式会社（あいづてつどう、英: Aizu Railway Co., Ltd.）は、福島県会津若松市に本社を置く、会津線を運営する第三セクター方式の鉄道会社である。

## 歴史
- 1984年（昭和59年）6月22日 - 国鉄再建法により国鉄会津線が第2次特定地方交通線に指定される[3]。
- 1986年（昭和61年）11月10日 - 会津鉄道株式会社設立。
- 1987年（昭和62年）
  - 路線名・新駅名・社章などが決定される。
  - 7月16日 - 東日本旅客鉄道（JR東日本）会津線を転換し会津線開業[3]。
- 1988年（昭和63年）4月27日 - 塔のへつり駅設置。
- 1990年（平成2年）10月12日 - 会津田島駅 - 会津高原駅間15.4 kmを電化[4]。野岩鉄道会津鬼怒川線および東武鬼怒川線・日光線・伊勢崎線との直通運転開始[4]。東武の快速急行「おじか」と快速、普通列車が会津田島駅まで乗り入れ開始[4]。
- 1991年（平成3年）7月21日 - 快速急行「おじか」が廃止され、代わって東武の急行「南会津」が会津田島駅まで乗り入れ開始。
- 1995年（平成7年）8月10日 - 南若松駅設置。
- 1999年（平成11年）8月7日 - あまや駅設置。
- 2001年（平成13年）7月18日 - 会津山村道場駅設置。
- 2002年（平成14年）
  - 3月23日 - 「AIZUマウントエクスプレス」運転開始[5]。
  - 8月29日 - ふるさと公園駅設置。
- 2005年（平成15年）3月1日 - 急行「南会津」廃止。「AIZUマウントエクスプレス」が東武鬼怒川線鬼怒川温泉駅への直通運転を開始。
- 2006年（平成18年）3月18日 - 会津高原駅を会津高原尾瀬口駅に改称。東武の快速の一部列車を区間快速（東武動物公園以北全駅停車）として建替え、快速は下りのみの設定とした。
- 2009年（平成21年）8月23日・24日 - 六地蔵尊駅（臨時）設置。
- 2010年（平成22年）8月23日・24日 - 一ノ堰六地蔵尊駅（臨時）設置。以後、2013年まで毎年同日に設置。
- 2012年（平成24年）
  - 3月17日 - 「AIZUマウントエクスプレス」が東武日光線東武日光駅への直通運転を開始。
  - 3月25日 - 「お座トロ展望列車湯めぐり号」が東武鬼怒川線鬼怒川温泉駅への乗り入れを開始。
- 2013年（平成25年）4月30日 - 東武の臨時特急「スカイツリートレイン南会津号」が会津田島駅まで乗り入れを開始。東武の一部の区間快速列車が普通列車となり、利用率の高い時間帯で従来の東武動物公園以北全駅停車から新大平下以北全駅停車へ改めた。
- 2017年（平成29年）4月21日 - 東武の特急「リバティ会津」が会津田島駅まで乗り入れを開始。定期優等列車としては急行「南会津」以来、12年ぶりの復活となる。これに伴い、東武の臨時特急「スカイツリートレイン南会津号」、6050系電車による快速、区間快速が廃止。特急リバティ会津の接続列車として会津田島駅 - 会津若松駅間でアクセス列車「リレー号」の運転開始。
- 2021年（令和3年）7月10日 - 会津鉄道所有の観光列車「お座トロ展望列車」がJR只見線の会津若松駅 - 会津川口駅間で運転。同線の西若松駅 - 会津川口駅間に初めて乗り入れる[6][7]。
- 2022年（令和4年）3月12日 - ダイヤ改正において6050系が引退。会津高原尾瀬口駅‐会津田島駅間の電化区間における電車車両の運行は東武500系電車のみとなった。
- 2025年（令和7年）3月15日 - ダイヤ改正により鬼怒川温泉駅・新藤原駅 - 会津田島駅間に区間快速を設定。

## 路線
以下の路線を運営している。
- 会津線：西若松駅 - 会津高原尾瀬口駅 57.4 km 21駅

年間乗車人員
- 1992（平成4）年度：95万6000人
- 2002（平成14）年度：67万9000人
- 2012（平成24）年度：40万3000人

## 車両

### 現有車両

#### 気動車

##### AT-350形
AT-300形に代わり、2009年に新潟トランシスで新製されたトロッコ車両。当形式単独での運転は行われないため運転台は会津田島方のみとされ、形式の十位が「5」であるがトイレもない。客席窓は取り外し式。
2010年2月6日営業運転開始。車番351の1両が在籍する。

##### AT-400形
2003年4月26日営業運転開始。日本宝くじ協会寄贈の宝くじ号である。東日本旅客鉄道（JR東日本）のキハ40 511を譲受し、新潟トランシスで展望車に改造の上導入された。公募による「風覧望」（ふうらんぼう）の愛称を持つ。
両運転台車でトイレ付き、車番401の1両のみ在籍。「お座トロ展望列車」としてトロッコ車（AT-351。2009年まではAT-301）とともに使用される。2016年までトロッコ車とともに編成を組んでいたお座敷車（AT-103）の運用終了に伴い、一部お座敷化改造が施された。

##### AT-500形・AT-550形
2004年3月25日営業運転開始。AT-100形・150形・200形の老朽取り替え用として製造された新潟トランシス製の軽快気動車で、AT-500形はトイレなし、AT-550形はトイレ付である。全長は18.5mと大型化され、カミンズ製350馬力エンジンと、日立ニコトランスミッション製変速1段・直結3段の自動変速機をそれぞれ一基ずつ搭載する。
AT-500形は車番501・502の2両、AT-550形は車番551・552の2両が在籍する。AT-501・551は当初野口英世の顔とその母親・シカの手紙の全文が描かれた「ふるさと列車」であったが、2011年3月に車体側面中央に会津のマスコットキャラクター「あかべぇ」が描かれた塗装に変更された。その後2013年放送のNHK大河ドラマ『八重の桜』のラッピングをして運行されている。AT-502・552は野口親子の肖像があしらわれた「新1000yen札発行記念」のラッピング車両であったが、2014年からあいづデスティネーションキャンペーンの関連企画として、一般公募によるラッピングを施し、「花咲くあいづ号」として運転している。「ふるさと列車」は当初、客席と乗降ドアの窓にまで絵と文字が貼られていたが、後にそれらは取り除かれた。

##### AT-600形・AT-650形
2005年12月20日営業運転開始。AT-100形・150形の老朽取り替え用として製造された新潟トランシス製の軽快気動車で、AT-600形はトイレなし、AT-650形はトイレ付である。野岩鉄道・東武鉄道乗り入れ対応で、車体はAT-500形を基本とするが、最高速度が5km/h上がって100km/hとなったほか、座席が転換クロスシートとなった。AT-600形にはトイレがないため、AT-650形と編成を組んで走る。野岩鉄道・東武鉄道への乗り入れは2006年3月18日から開始され、AT-650形とともに「AIZU尾瀬エクスプレス号」の愛称が公募により与えられた。AT-600形は車番601の1両、AT-650形は車番651・652の2両が在籍する。AT-652は宝くじ号で、AT-601・651とは異なり、窓側に折りたたみ式テーブルが設置されているほか、蛍光灯カバーや壁灯が設置されている。

##### AT-700形・AT-750形
キハ8500系気動車に代わって快速列車に運用するために製造された新潟トランシス製の軽快気動車で、AT-700形はトイレなし、AT-750形はトイレ付である。2010年3月26日入籍、AT-750形は同年5月30日から営業運転開始、AT-700形は保安装備の取り付け時期の関係で、営業運転開始は同年6月からとなった。
JR会津若松（土曜・休日は磐越西線喜多方） - 東武鉄道鬼怒川温泉間を運行する快速列車「AIZUマウントエクスプレス」を中心に運用されている。
塗装は会津地方をイメージした赤で、車体には「あかべぇ」が描かれている。車体や走行性能はAT-600形と大きく変わらないが、室内は先代のキハ8500系や乗継相手の東武スペーシアとの共通性を持たせるため、回転式リクライニングシート・木目調の壁・電球色の半間接照明などを備える。

### 導入予定車両
福島県は只見線への観光列車の導入を目指しており、会津鉄道が「お座トロ展望列車」の後継車両として導入する車両を、只見線でも観光列車として共通運用する想定で、導入に向けた本格的な検討を2024年度から始めるとしている。
また、2025年度（令和7年度）から2034年度（令和16年度）までの10年間で現有の全車11両を更新する。国や福島県、沿線自治体の補助金を活用し、施設整備も含めて今後10年間で計約141億円を投じる。新列車の導入を観光需要の掘り起こしにもつなげ、年間利用客約50万人を目指すとし、普通車両は2032年度（令和14年度）からの3年間で毎年3両ずつ更新の予定。なお、観光車両の具体的な置き換え時期は未公表で、会津鉄道での運行のほか、福島県がJR只見線利活用促進策として検討している只見線観光列車運行にも活用することを視野に、福島県などと協議を進めている。

### 過去の車両

#### 気動車

##### AT-100形・AT-150形

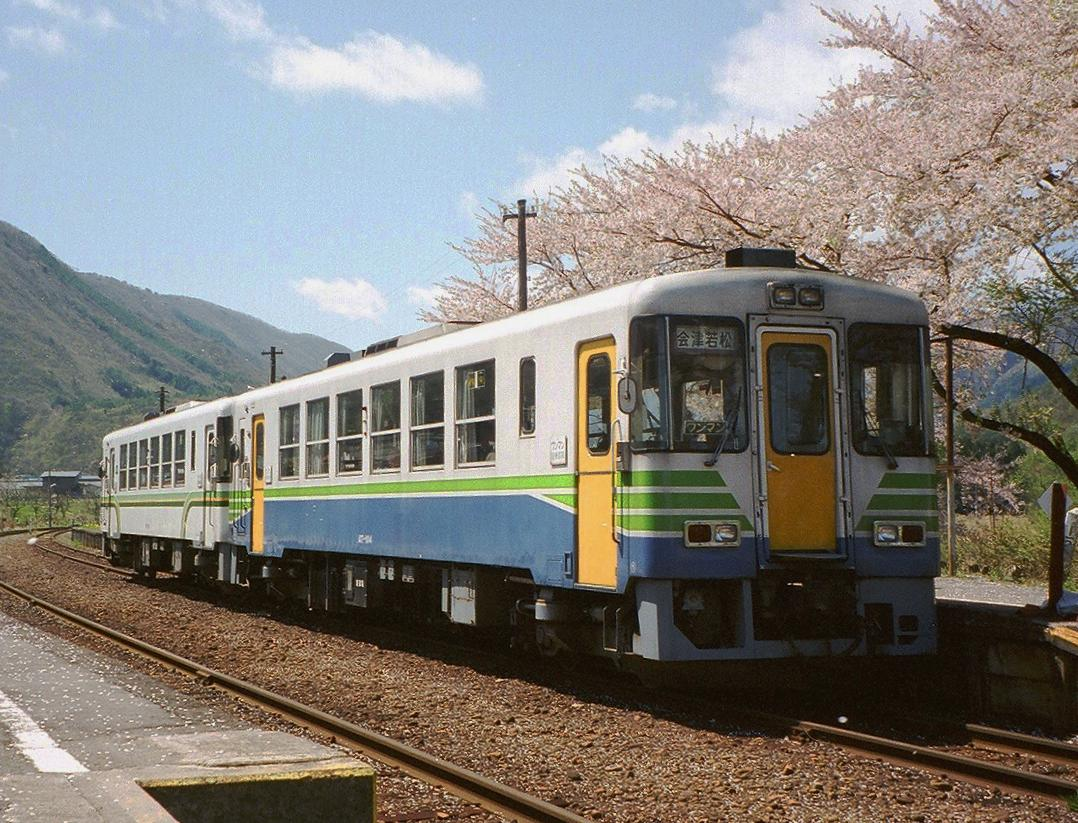
AT-150形

開業時に導入された新潟鐵工所製の16m級軽快気動車（NDC）。全鋼製で車体長15,800mm・車体幅2,700mm。着雪防止のため車体前面はやや傾斜している。車内はセミクロスシートとなっており、AT-100形はトイレなし、AT-150形はトイレ付である。AT-101 - 105・AT-151 - 155の10両が在籍していたが、AT-152が2001年12月、2003年3月にAT-104・AT-155がAT-500形・550形に置き換えられて廃車され、残りの車両もお座敷改造されたAT-103以外はAT-650形・650形に置き換えられて2006年3月17日までに運用を終了した。

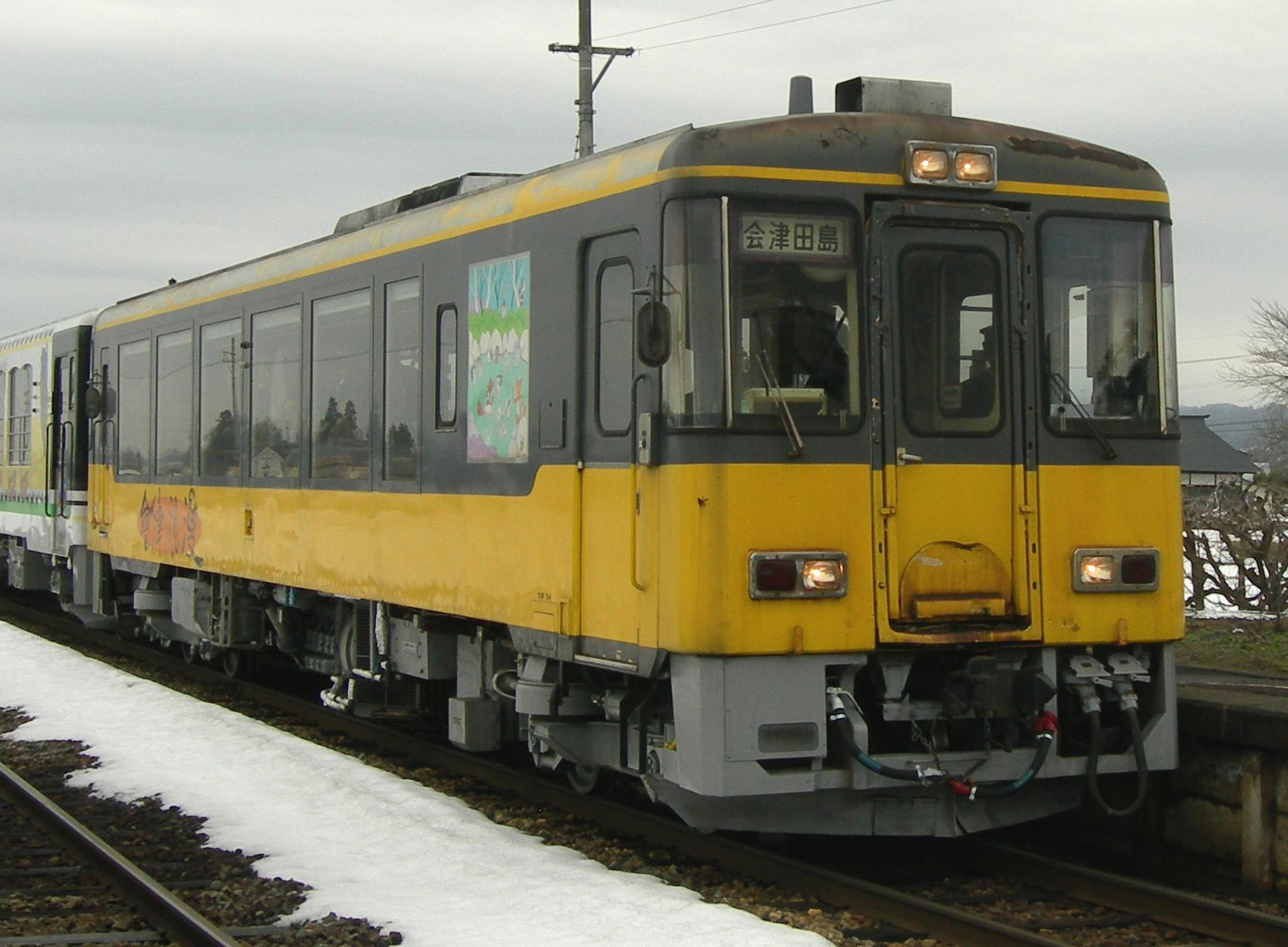
AT-100形

その後は2000年にお座敷車に改造されたAT-103の1両のみがトロッコ車（AT-351。2009年まではAT-301）・展望車（AT-401）とともに「お座トロ展望列車」として2016年まで使用されていたが、同年6月5日に運用を終えて会津田島駅構内の車庫で静態保存された。なおAT-300形とは異なり、車内の見学はできない。

##### AT-200形
AT-200形（車番201・202）は、開業時から2004年まで使用されていた。AT-100形・150形と同系の2両固定のイベント車。座席はクロスシート。片運転台で前面は非貫通。202にはトイレを装備する。2両が在籍していたが、全車老朽化が進行していたため、キハ8500系への置き換えにより2004年に運用を終了した。

##### AT-300形

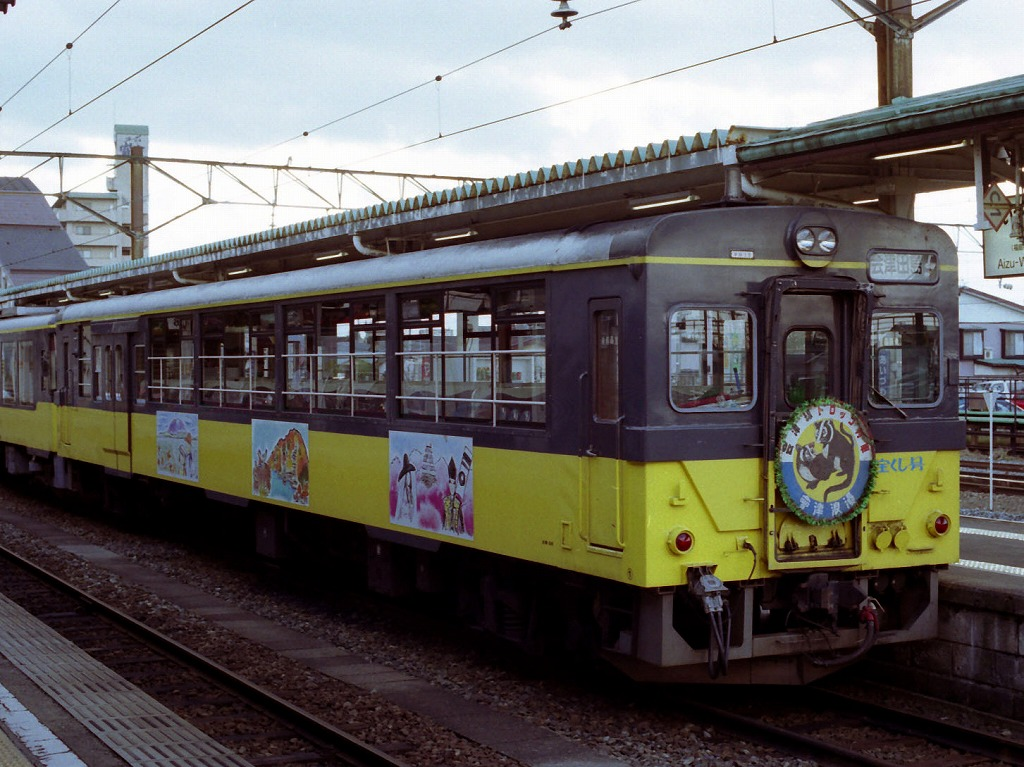
AT-300形（2001年撮影）

1999年4月29日営業運転開始。日本宝くじ協会寄贈の宝くじ号である。JR東日本のキハ30 18を譲受し、新潟鐵工所でトロッコ車両に改造の上導入された。AT-103（お座敷車）・401（展望車）と3両で「お座トロ展望列車 風覧望」として週末や夏休み期間中に運行され、トンネル内走行中は車内の天井がプラネタリウムとなっていた。車番301の1両のみが在籍したが、AT-351への置き換えにより2009年11月20日で運用を終了した。廃車後は芦ノ牧温泉駅にて静態保存されており、車内も見学できる。

##### キハ8500系

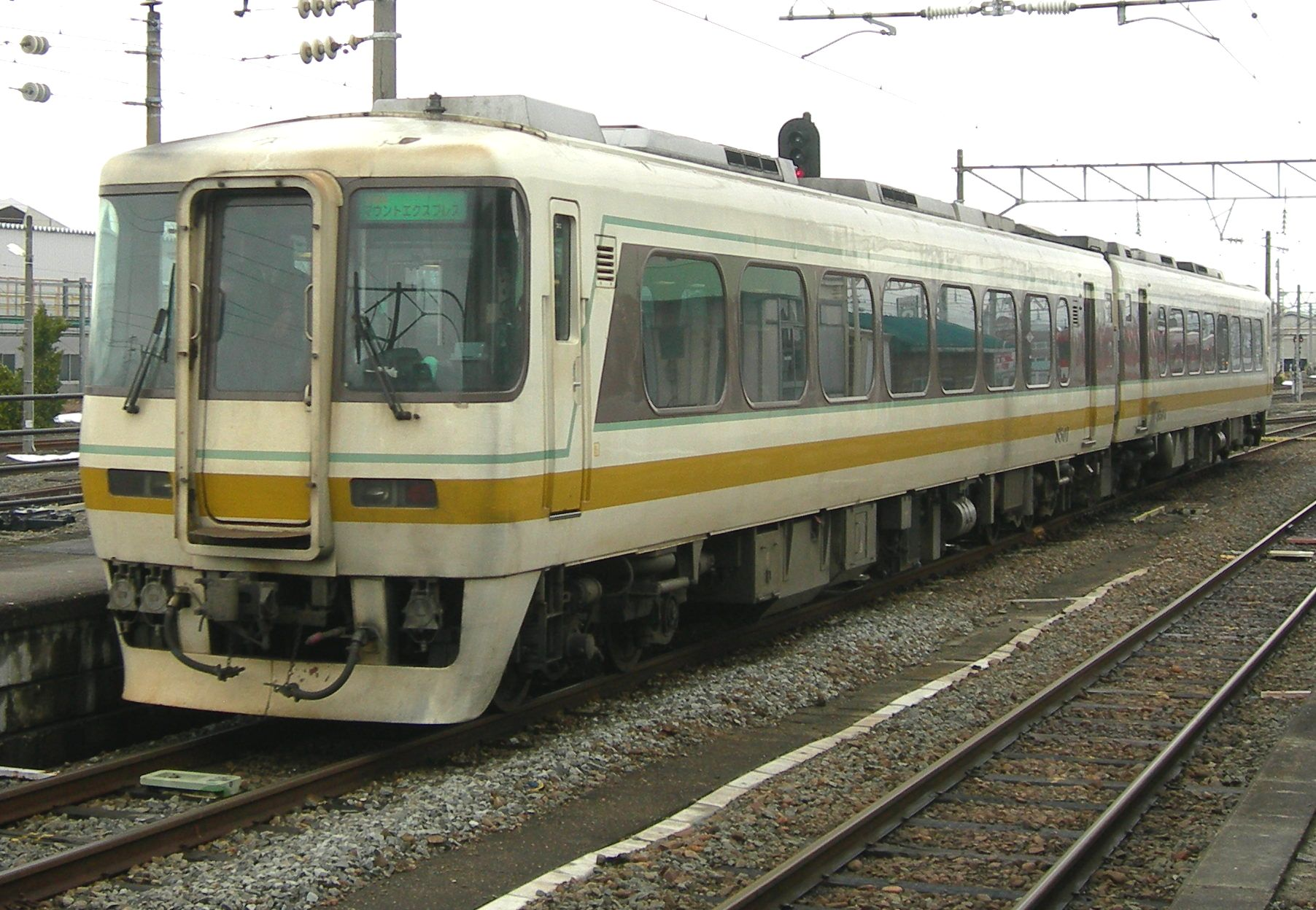
キハ8500系

特急『北アルプス』の廃止により余剰となったキハ8500系を会津鉄道が名古屋鉄道（名鉄）から購入、2002年3月23日に営業運転を開始した。先頭車のみ4両（車番8501 - 8504）在籍。中間車の1両（8555）は、2007年3月31日付けで廃車。車両形式名は名鉄時代を踏襲したためATは付かない。
「AIZUマウントエクスプレス」の車両愛称が与えられ、快速「AIZUマウントエクスプレス」を中心に運用されていたが、前述のAT-700形・750形への置き換えにより2010年5月30日で運用を終了した。同12月に会津鉄道公式サイト上において売却先募集が行われ、落札購入した名古屋市在住の男性の意向により福島県会津若松市の観光施設「やすらぎの郷 会津村」にて8502と8503が一般公開されていたが、2015年の8月から9月までにこの2両がマレーシアのサバ州立鉄道に譲渡された。

#### 電車

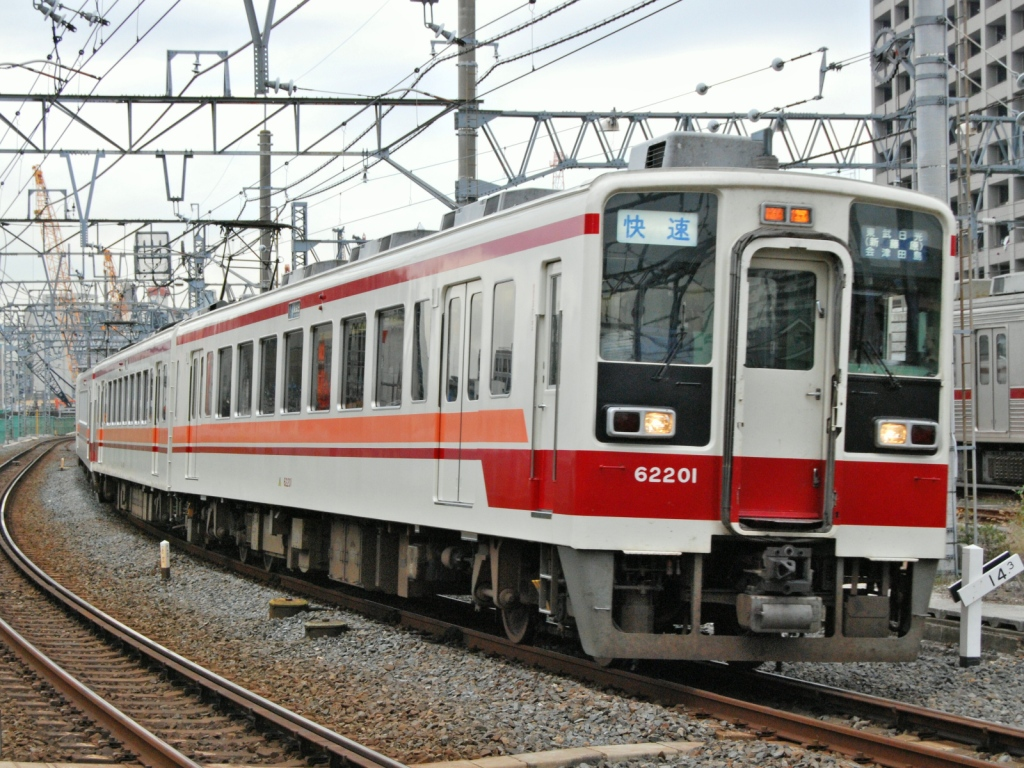
6050系200番台

##### 6050系200番台（モハ61201+クハ62201）
会津鉄道が保有した唯一の電車。東武鉄道6050系および野岩鉄道6050系100番台と同型車で1編成2両を保有していた。乗り入れ先の東武鉄道南栗橋車両管区新栃木出張所に常駐して3社で共通の運用が組まれており、自社の路線を走る機会は少なかった。
2022年3月12日のダイヤ改正をもって、自社保有分を含めた6050系の会津線内運行を終了し、会津鉄道保有の6050系電車は引退することになった。そしてダイヤ改正前日の2022年3月11日を最後に会津線での運行を終了した。その後、自社保有の6050系は北館林荷扱所に廃車回送され、解体された。

## 運賃・料金
大人普通旅客運賃（小児半額・10円未満切り上げ）。2019年10月1日改定。
| キロ程    | 運賃（円） | キロ程  | 運賃（円） |
| --------- | ---------- | ------- | ---------- |
| 初乗り3km | 200        | 31 - 33 | 1,170      |
| 4 - 6     | 270        | 34 - 36 | 1,280      |
| 7 - 9     | 310        | 37 - 39 | 1,390      |
| 10 - 12   | 420        | 40 - 42 | 1,500      |
| 13 - 15   | 520        | 43 - 45 | 1,570      |
| 16 - 18   | 630        | 46 - 48 | 1,650      |
| 19 - 21   | 740        | 49 - 51 | 1,710      |
| 22 - 24   | 860        | 52 - 54 | 1,770      |
| 25 - 27   | 960        | 55 - 57 | 1,830      |
| 28 - 30   | 1,070      | 58      | 1,910      |

大人特急料金（小児半額・10円未満切り上げ）
- 会津線内 310円 - 野岩鉄道・東武鉄道の区間に跨って利用する場合はそれぞれの区間の料金を合算。

東武線直通の特急「リバティ会津」に適用されている。なお、「リバティ会津」で（鬼怒川温泉 - ）会津高原尾瀬口 - 会津田島相互間のみ乗車する場合、座席の指定をしなければ特急券なしで利用可能。